# Antonio Marín Muñoz
Antonio Marín Muñoz (Lopera, província de Jaén, 1970) és un escriptor espanyol i historiador especialitzat en la història contemporània d'Espanya. Llicenciat en dret a la Universitat de Granada. El seu primer llibre va sortir a la llum l'any 2001 i va portar per títol La Guerra Civil a Lopera i Porcuna (1936-1939), que ja arriba a la quarta edició.
Durant l'any 2003 va exercir el càrrec de coordinador provincial a Jaén de l'Associació per la Recuperació de la Memòria Històrica d'Andalusia. Pertany a l'Associació Nacional d'Història Contemporània.
Al costat de la seva faceta d'escriptor, és habitual la seva col·laboració en articles d'opinió, d'història, com d'informació general en els mitjans de comunicació escrita. És el director i fundador dels diaris Campiña Digital i Lopera Digital.
El seu llibre Setge al Santuari de la Mare de Déu de la Cabeza (1936-1937) ha estat un èxit de vendes, ja que es tracta d'una obra amena, rigorosa i de fàcil lectura que fa despertar l'interès del lector amant de la història. La crítica ha destacat l'objectivitat i la imparcialitat amb què ha tractat aquest episodi de la Guerra Civil Espanyola.
En el seu llibre "La reconstrucció de la província de Jaén sota el Franquisme" aquest escriptor recull un estudi sobre les obres dutes a terme per la Direcció General de Regions Devastades a la província de Jaén durant el Franquisme (1939-1957). Detall de les obres de reconstrucció després de la guerra civil.
L'any 2012 l'editorial Portilla Foundation, situada a Florida (Estats Units), ha editat el seu novel·la "Els anys difícils a Jaén", que reconstrueix la vida d'un espanyol durant la postguerra en un poble de Jaén.
Aquest escriptor va publicar l'any 2014 la novel·la històrica "Una infermera en la Batalla de Lopera", que ha estat editada per l'Editorial Cercle Vermell. En aquesta obra s'aborda la història d'una infermera, que desenvolupa la seva tasca en la Batalla de Lopera (1936), en plena guerra civil espanyola. Coneixerà les dures condicions de treball en el front, l'amor, l'engany, la maternitat ...
L'any 2019 va publicar la novel·la "República. Jaén 1931 ", editada per l'Editorial Cercle Vermell, i que recull la singular història del jornaler Andrés Martos que viurà de ple l'entrada a la Segona República Espanyola (1931-1936). En aquest llibre es barreja ficció amb dades històriques, un bon ingredient per als amants de la història.

## Obres
- La Guerra Civil en Lopera i Porcuna (1936-1939). Vestigios de la Contienda (2001)
- Vestigios de la Guerra Civil en Lopera (Edita la Cámara Oficial de Comercio e Industria de la provincia de Jaén) (2002)
- Asedio al Santuario de Santa María de la Cabeza (1936-1937) (2004)
- Posguerra en Lopera (1939-1950) (2006)
- La reconstrucción de la provincia de Jaén bajo el franquismo (1939-1957) (2007)
- Aquellos años terribles (2010)
- Los años difíciles en Jaén (Editorial Portilla Foundation) (2012)
- Una enfermera en la Batalla de Lopera (Editorial Círculo Rojo) (2014)
- República. Jaén 1931 (Editorial Círculo Rojo) (2019)